# Margot Gambarotta
Margot Gambarotta (Savona, 27 maggio 1994) è una calciatrice italiana, di ruolo difensore.

## Carriera

### Club
Margot Gambarotta si appassiona al gioco del calcio fin da giovane e dopo aver giocato nelle formazioni miste del Legino fino al raggiungimento dell'età massima consentita dalla federazione, nel 2008 si tessera con il Multedo, società con cui al termine della stagione 2009-2010 vince il girone A della Serie B, allora terzo livello del campionato italiano. Con il Sestrese Multedo, denominazione con cui la squadra affronta il campionato di Serie A2 2010-2011, Gambarotta gioca la sua ultima stagione con la società genovese, contribuendo a conquistare il terzo posto in campionato dietro alle promosse Milan e Como 2000.
Nell'estate 2011 decide di trasferirsi al Molassana Boero neo promosso dalla Serie C regionale. Alla sua prima stagione in A2 con i colori rosso azzurro contribuisce a raggiungere il terzo posto in classifica, ad un solo punto dalla zona promozione, dietro al Siena, e il quarto in quella successiva, al termine della quale decide di lasciare la società con un tabellino personale di 48 presenze.
Durante il calciomercato estivo 2013 formalizza il suo passaggio alla Res Roma neopromossa in Serie A, società con cui veste i colori giallorossi per le tre stagioni successive, lasciandola per meglio seguire l'ultima parte degli studi universitari col fine di conseguire la laurea in fisioterapia.
Nel 2016 decide di trasferirsi al Latina tornando a giocare in Serie B per il campionato entrante, campionato meno impegnativo e più vicino alle esigenze extraagonistiche e dove metterà a frutto anche la sua esperienza di fisioterapista. Con la nuova società rimane due stagioni, entrambe con la squadra iscritta al girone D, quello delle società legate territorialmente al centro-sud. Durante la prima condivide le prestazioni del Latina, unica compagine a staccarsi dalle inseguitrici ma ben dietro alle mattatrici del girone, Pink Sport Time e Roma CF, terminando il campionato al terzo posto con 37 punti, nella seconda il sesto posto che, per la riforma del campionato seguente, prevede la retrocessione di tutte le squadre classificatesi dopo la terza posizione. In questo periodo Gambarotta scende in campo complessivamente in 36 occasioni, andando a rete per due volte nella prima stagione in nerazzurro con l'Apulia Trani e con il Grifone Gialloverde.
Anche per la decisione del Latina di non iscriversi al campionato successivo, lasciando svincolate le proprie tesserate, Gambarotta trova un accordo con la Lazio per giocare nel rinnovato campionato di Serie B nazionale.

### Nazionale
Margot Gambarotta viene convocata alle selezioni per determinare la rosa delle Azzurrine della formazione Under-17 che parteciperanno alle qualificazioni al campionato europeo di categoria 2011. Gioca la sua prima partita il 20 settembre 2010, nell'incontro disputato contro le pari età della Bulgaria in occasione del primo turno e scende in campo tutte le sei partite giocate dall'Italia fino alla sua eliminazione patita al termine del secondo turno.

## Palmarès

### Club
- Campionato italiano di Serie B: 2

Lazio: 2020-2021
Multedo: 2009-2010